# Árkosi Tegző Benedek
Árkosi Tegző Benedek (Árkos, 1629/1630 – Kolozsvár, 1660/1661) erdélyi unitárius pedagógus, teológus, 1654 után a kolozsvári unitárius kollégium tanára.

## Élete
Valószínűleg 1642-ben kezdte meg felsőbb tanulmányait a kolozsvári unitárius kollégiumban, 1651-ben már a szeniorok (diákfőnökök) közé tartozott. Ugyanabban az évben szeptember 19-én iratkozott be a odera-frankfurti egyetemre, majd 1653. február 28-ától a leideni egyetem hallgatója lett. 1654-ben tért haza Erdélybe, 1654. augusztus 29-én a kolozsvári unitárius kollégium lektora lett, ahol beköszöntő beszédét De Scylla et Charybdi címen tartotta meg. Pestisben halt meg 1660-ban vagy 1661-ben.

## Főbb művei
- Annotationes ad ideam philosophiae naturalis a Burgersdicio exhibitam, 1655.
- Locorum sacrae scriptorae inter trinitarios et unitarios controversorum brevis explicatio, é. n.
- Az hitbeli minden napokra irattatott és sokféle szükségeikhez alkalmaztatott imádságos könyv, 1660.